# Mapeamento de pixel 1:1
Mapeamento de pixel 1:1 ou 1:1 pixel mapping é uma técnica de exibição de imagem aplicável para dispositivos com pixels nativos fixos, como monitores LCD ou telas de plasma.
Um display que foi configurado para mapear em 1:1 os pixels irá exibir a imagem de entrada sem escalonar ela, cada pixel recebido será mapeado para um único pixel nativo na tela.
Essa técnica evita perda de nitidez devido aos artefatos de escalonamento e normalmente evita proporção de tela incorreta devido ao ajustamento da imagem para encaixar na tela.
Se a resolução da imagem de entrada é menor que a resolução nativa do display, irá resultar em bordas pretas ao redor da imagem (ex.: Letterbox).